# Clara Cressingham
Clara Cressingham, född 1863, död 1906, var en amerikansk politiker.
Hon blev 1895 invald i Colorados representanthus, sedan kvinnor fått rösträtt i delstaten. Hon var tillsammans med Carrie C. Holly och Frances S. Klock de första kvinnorna som valdes till någon av USA:s delstatsförsamlingar. Liksom Holly och Klock satt hon en mandatperiod, 1895-1896.